# 小行星7937
小行星7937（英語：7937）是一颗围绕太阳公转的小行星。1990年8月22日，亨利·E·霍爾特在帕洛马山发现了此天体。
这颗小行星的绝对星等为113.4616733500752等。